# Донаш
Донаш (порт. Donas; МФА: [ˈdo.nɐʃ]) — парафія в Португалії, у муніципалітеті Фундан. Розташована в східній частині країни, на теренах історичної португальської провінції Бейра. Входить до складу округу Каштелу-Бранку. За адміністративним поділом, чинним до 1976 року, терени парафії були складовою провінції Нижня Бейра. Належить до Порталегрівсько-Каштелу-Бранківської діоцезії Католицької церкви. Патрон — Діва Марія. Площа — 7,9320 км². Населення — 863 ос. (2011). Слабо урбанізований регіон. Густота населення — 108,8 осіб/км²
. Код — 050414.

## Населення
| Кількість мешканців | Кількість мешканців | Кількість мешканців | Кількість мешканців | Кількість мешканців | Кількість мешканців | Кількість мешканців | Кількість мешканців | Кількість мешканців | Кількість мешканців | Кількість мешканців | Кількість мешканців | Кількість мешканців | Кількість мешканців | Кількість мешканців |
| ------------------- | ------------------- | ------------------- | ------------------- | ------------------- | ------------------- | ------------------- | ------------------- | ------------------- | ------------------- | ------------------- | ------------------- | ------------------- | ------------------- | ------------------- |
| 1864                | 1878                | 1890                | 1900                | 1911                | 1920                | 1930                | 1940                | 1950                | 1960                | 1970                | 1981                | 1991                | 2001                | 2011                |
| 902                 | 997                 | 1 070               | 1 124               | 1 159               | 1 309               | 1 358               | 1 329               | 1 519               | 1 297               | 947                 | 859                 | 858                 | 912                 | 863                 |